# Unió de Botiguers de Reus
La Unió de Botiguers de Reus és una associació local de comerciants. Es va iniciar l'any 1975. El 1976 es van fer unes conferències al Centre de Lectura dedicades al comerç local en una de les quals els ponents van ser Xavier Amorós, Antoni Baiges, Josep Pujol i Tomàs Barberà. D'aquestes conferències en va sortir una junta gestora de trenta persones, que va marcar les pautes del que havia de ser la Unió de Botiguers de Reus. Per una banda defensar els interessos professionals, i intervenir també en tot el que feia referència al creixement i al moviment de ciutat. Les unions de botiguers existents en aquell moment eren simplement comercials, s'associaven per comprar o per obtenir uns preus més avantatjosos.
Més de 200 botiguers de la ciutat van donar suport a la creació de la Unió i la junta general fundacional es va fer el 14 de juliol de 1976, a la casa sindical de Reus (antic edifici del sindicat vertical). El seu nom fou llavors Associació sindical de comerciants detallistes de Reus. El 18 de març de 1977 es va elegir Josep Abelló com a president. L'associació reusenca va impulsar la creació d'entitats del mateix estil en altres municipis fins a aconseguir la fundació d'una Unió de Botiguers de Catalunya el 1978, que més endavant va desaparèixer. D'allà en sortí la Confederació de Comerç de Catalunya. Actualment, la Unió de Botiguers de Reus té uns 300 comerços associats.